# Rave Master
Rave Master (レイヴ, Reivu, romanizado como Rave e conhecido como The Groove Adventure RAVE no Japão), é um anime e mangá que foi escrito e ilustrado por Hiro Mashima, mesmo autor de Fairy Tail. O mangá foi publicado pela Kodansha na revista Weekly Shōnen Magazine, a partir de julho de 1999 até julho de 2005, a série têm cerca de 296 Capítulos, distribuídos em 35 Volumes e publicado no formato reduzido tankōbon pela Kodansha.
O mangá foi adaptado para uma série de anime com 51 episódios pelos Studio Deen, baseado nos primeiros 12 volumes da série em mangá. O anime estreou na TBS em 13 de outubro de 2001 e funcionou até 28 de setembro de 2002. No Brasil a série foi exibida no Cartoon Network no dia 30 de janeiro de 2006, sendo exibida de segunda a sexta durante as madrugadas. Depois de 10 anos, voltou a ser exibido no Brasil, na TV Diário, pelo bloco Algodão Doce, desta vez exibindo durante as manhãs e fins de tarde, também de segunda a sexta. Rave Master vendeu mais de 20 milhões de copias em todo o mundo.

## Enredo
Cinquenta anos atrás, uma grande guerra foi travada entre as forças da luz — conhecida como Rave — e da escuridão, representada pela Dark Bring (também chamada de Shadow Stone). A batalha final finalmente iria ocorrer e Shiba — o Mestre da Rave (Rave Master) ao lado de seu amigo Plue —, preparavam-se para aniquilar as forças do mal para sempre. Com a espada sagrada em punho e com seu amigo Plue liberando todo o poder da Rave, Shiba deu seu último e mais poderoso golpe, porém, algo deu errado e a pedra do mal não foi destruída, ocorreu uma explosão mágica que ficou conhecida como Overdrive, responsável pela destruição de um décimo do planeta e que liberou pequenos fragmentos de ambas as pedras por todos os cantos do mundo.
Na época atual, somos apresentados ao herói da história, Haru Glory. Ele acaba de ser consagrado o novo Rave Master e ao lado de seu amigo Plue ele saiu de sua casa na pequena Ilha Garage e viaja pelo mundo em busca de aventuras, caçando os fragmentos perdidos da Rave, enfrentando bandidos e ao mesmo tempo, procurando seu pai, que desapareceu quando ele ainda era uma criança. Em uma dessas viagens ele chega a Hip Hop City, onde acaba perdendo-se de seu amigo Plue e começa a procurá-lo.
Em um cassino, ele conhece Elie, a protagonista da história. Ela é dada a ser esperta e por isso acaba se metendo em diversas encrencas. De qualquer forma, depois de uma rápida confusão envolvendo os dois, cada um vai para um lado e a moça encontra Plue, o estranho animal acaba criando mais algumas confusões até que o trio se reúne durante uma corrida de cães.
Lá Haru entra em confronto direto com Jouko, um dos líderes locais da Guarda das Sombras. Logo o herói descobre que esse possui um dos fragmentos da Darkbring, que lhe concede o poder de se transformar em fumaça e, consequentemente, o torna invulnerável aos golpes do jovem. Porém, o vilão não contava que aquele jovem atrevido possuísse a Rave. Usando o poder da mesma, finalmente ele consegue colocar um fim nas ações do bandido.
Agora o trio tem um novo desafio: conseguir sair dessa cidade que está toda vigiada por membros da Guarda das Sombras e pior, agora Shuda — um dos executivos da organização e que está interessado na Rave de Haru — pretende capturá-los.
Não demora muito para que o encontro entre os dois ocorra e sem muita conversa, Haru parte para o ataque usando sua espada sagrada, a Ten Commandments (10 Mandamentos) ou (Espada Decaforça BR) — dada a Haru pelo próprio Shiba — o Rave Master original. Mas mais uma vez, o temperamento e a imaturidade de Haru atrapalham, pois Shuda é experiente e também possui um fragmento da Darkbring. A batalha acaba sendo interrompida depois que ambos têm suas armas quebradas e mais um fato intrigante é revelado, pois Shuda diz ter conhecido o pai de Haru, partindo logo em seguida e deixando o jovem Rave Master bem curioso.
Depois da confusão, Elie conta que para arrumar sua espada Haru deve procurar por uma pessoa chamada Música na cidade Punk Street. Agradecido, o jovem promete ajudar a garota a achar aquilo que ela tanto busca e descobrimos que isso não será uma tarefa fácil. Elie procura por sua memória já que não consegue lembrar-se de nada sobre sua vida antes de um ano atrás e desde então, viaja pelo mundo procurando alguém que a conheça.
Agora eles partirão juntos em busca de grandes aventuras, de alguma forma, Elie sente que o jovem e o poder da Rave podem ajudá-la a encontrar as respostas que tanto procura.

## Desenvolvimento
Hiro Mashima afirmou que criou Rave Master com a ideia de viajar ao redor do mundo. O mangá é composto por 35 volumes, comenta Mashima que, embora às vezes era difícil pensar em como desenvolver o enredo, ele ainda se lembra de apreciar a tomada de Rave Master. Ainda assim, ele considera que o final da série foi um pouco sentimental, um pouco triste. Em ambos seus mangás Rave Master e Fairy Tail, Mashima quis fazer com que a justiça prevalecesse, mas também com que os leitores entendessem razões dos vilões para combater a personagem principal, a fim de torná-los personagens mais complexos.

## Mídia

### Mangá
O Rave Master foi publicado pela revista Weekly Shonen Magazine em 1999, tendo 296 Capítulos, distribuídos em 35 Volumes pela Kodansha, até sua conclusão em 2005. A série foi licenciado para uma liberação em inglês na América do Norte pela Tokyopop. Em 31 de agosto de 2009, Tokyopop, anunciou que não completaria Rave Master pois sua licença foi expirada, impedindo-a que a publicasse Rave Master e outras séries da Kodansha. No mês seguinte, foi anunciado que Del Rey havia adquirido a licença e iria começar a publicar os Volumes restantes em 2010. Os últimos três volumes foram publicados em um volume único. Del Rey não anunciou planos de relançar volumes anteriores.

### Anime
A série foi adaptada para uma série de anime com 51 episódios, intitulado Rave Master pelo Studio Deen. A versão animada da série estreou na TBS em 13 de outubro de 2001 e funcionou até 28 de setembro de 2002. A série de anime é baseado nos primeiros 12 volumes do mangá da série. Tokyopop, licenciou a série para a liberação e transmissão na América do Norte. Tal como acontece com o mangá, Tokyopop lançou a série sob o nome de Rave Master. Tokyopop editou a série para o conteúdo e extensão, contratando o Studiopolis para dublar o anime em inglês, e contratada Glenn Scott Lacey para compor uma pontuação alternativo musical.

## Recepção
Comentadores guia, publicado pela Del-Rey, em 2007, deram ao mangá Rave Master um comentário positivo de 3 de 4 estrelas. Afirmando que Rave Master teve um início relativamente instável, em termos de história e arte. No entanto, ele afirma que cerca a meio do primeiro arco da história principal, a série começou a melhorar e diferenciar-se das outras séries de mangá. Como a maioria dos revisores, que afirmou que Rave Master tinha uma coleção de personagens simpáticos.